# Herbert von Böckmann
Pour les articles homonymes, voir Böckmann.
Le titre de cet article contient le caractère ö. Quand celui-ci n'est pas disponible ou n'est pas désiré, le nom de l'article peut être représenté comme Herbert von Boeckmann.
Herbert von Böckmann (né le 24 juillet 1886 à Brême et mort le 3 mars 1974 à Baden-Baden) est un General der Infanterie allemand qui a servi au sein de la Heer dans la Wehrmacht pendant la Seconde Guerre mondiale.
Il a été récipiendaire de la croix de chevalier de la croix de fer. Cette décoration est attribuée pour récompenser un acte d'une extrême bravoure sur le champ de bataille ou un commandement militaire avec succès.

## Biographie
Herbert von Böckmann est retiré du service militaire le 31 mars 1943 à cause de son âge.

## Promotions
| Charakter als Fähnrich | 14 mars 1905     |
| Fähnrich               | 18 novembre 1905 |
| Leutnant               | 18 août 1906     |
| Oberleutnant           | 28 novembre 1914 |
| Hauptmann              | 22 mars 1916     |
| Major                  | 1er février 1929 |
| Oberstleutnant         | 1er juin 1933    |
| Oberst                 | 1er juin 1935    |
| Generalmajor           | 31 décembre 1938 |
| Generalleutnant        | 1er août 1940    |
| General der Infanterie | 12 avril 1942    |

## Décorations
- Croix de fer (1914)
  - 2e classe
  - 1re classe
- Croix de chevalier 2e classe de l'ordre du Lion de Zähringer avec glaives
- Croix d'honneur
- Médaille de Memel
- Agrafe de la croix de fer (1939)
  - 2e classe (15 septembre 1939)
  - 1re classe (4 octobre 1939)
- Médaille de service de la Wehrmacht 1re classe
- Médaille du Front de l'Est
- Croix de chevalier de la croix de fer
  - Croix de chevalier le 4 décembre 1941 en tant que Generalleutnant et commandant de la 11e division d'infanterie[1]
- Grand-croix de l'ordre d'Isabelle la Catholique